# Bartsia fiebrigii
Bartsia fiebrigii är en snyltrotsväxtart som beskrevs av Friedrich Ludwig Diels. Bartsia fiebrigii ingår i släktet svarthösläktet, och familjen snyltrotsväxter. Inga underarter finns listade i Catalogue of Life.